# Mihrişah Kadin (madre di Mustafa III)
Emine Mihrişah Kadin (turco ottomano: امینه مھرشاہ قادین, lett. "degna di fiducia" o "benevola" e "sole/luce dello Şah"; ... – Costantinopoli, aprile 1732) è stata la seconda Kadın (consorte imperiale) del sultano ottomano Ahmed III, e madre del sultano Mustafa III.

## Biografia
Le sue origini e il suo nome di nascita sono ignoti.
Entrò nell'harem del sultano ottomano Ahmed III intorno al 1708 e ne divenne la seconda Kadın (consorte imperiale). Diede al sultano quattro figli, fra cui il futuro Mustafa III. In loro onore Mihrişah costruì due fontane a Üsküdar, nel 1728.
Nel 1730 Ahmed III fu deposto nella rivolta Patrona Halil e sostituito con il nipote Mahmud I, figlio di suo fratello maggiore Mustafa II.
Mihrişah venne separata dai figli e dovette ritirarsi, con le altre consorti e le figlie di Ahmed, nel Palazzo Vecchio, mentre i figli maschi, furono rinchiusi nel Kafes di Palazzo Topkapi, dove tre dei figli di Mihrişah morirono.
Morì nell'aprile 1732, a Palazzo Vecchio, e venne sepolta nel Mausoleo delle Dame Imperiali, nella moschea Yeni Cami.
Non divenne mai Valide Sultan, essendo morta venticinque anni prima della salita al trono del figlio. Una volta sul trono, Mustafa III fece costruire la moschea Ayazma in onore della madre e dei fratelli morti. 

## Discendenza
Da Ahmed III, Mihrişah Kadın ebbe almeno quattro figli:
- Şehzade Süleyman (25 agosto 1710 - 11 ottobre 1732). Morì nel Kafes dopo due anni di reclusione e fu sepolto nella Yeni Cami.
- Mustafa III (28 gennaio 1717 - 21 gennaio 1774). Divenne 26º Sultano dell'Impero ottomano dopo 27 anni di reclusione nel Kafes.
- Şehzade Bayezid (4 ottobre 1718 - 24 gennaio 1771). Morì nel Kafes dopo quarantuno anni di reclusione e fu sepolto nella Yeni Cami.
- Şehzade Seyfeddin (3 febbraio 1728 - 1732). Dopo la separazione dalla madre, essendo un infante, non venne rinchiuso  nel Kafes, ma accudito dalle donne dell'harem di Mahmud I. Venne sepolto nella Yeni Cami.